# John Bishop (Gitarrist)
John Bishop (eigentlich Gregory Ceurvorst, * 20. Oktober 1946 in Davenport (Iowa); † 17. Dezember 2011 in Oak Park, Michigan) war ein US-amerikanischer Rhythm-and-Blues- und Jazz-Gitarrist.

## Leben
Bishop, geboren 1946 in Davenport, begann mit acht Jahren Ukulele zu spielen, schließlich akustische und E-Gitarre. Mit 15 Jahren lief er von zuhause weg und zog nach Kansas City, wo er in einer Bar auftrat und sich das Pseudonym John Bishop zulegte. Er zog nach einigen Jahren nach San Francisco und lebte dann in Chicago. Dort war er Mitglied der R&B-Band Pieces of Peace und nahm 1969 sein Debütalbum Bishop's Whirl (Tangerine Records) auf. Anfang der 1970er Jahre arbeitete er in der Begleitband von Ray Charles. Er arbeitete außerdem mit Donny Hathaway und Ramsey Lewis. 1980 heiratete er die Violinistin Georgia Frances, mit der er das Georgia Frances Orchestra gründete. Bishop starb mit 65 Jahren an einem Herzinfarkt.